# Színi Sebő Alajos
Színi Sebő Alajos (Nyárad, Csilizköz, Győr vármegye, 1809 – Győr-Nádorváros, 1882. október 11.) császári és királyi kapitány, 1848–49-es honvédezredes.

## Élete
Iskoláinak elvégzése után 1829-ben közvitéz lett a császári és királyi 1. huszárezrednél. Ebben az időben összesen 12 magyar huszárezred létezett, és az olasz földön állomásozó 5. és 7. huszárezred kivételével az összes ezred átállt a magyar forradalom oldalára. 

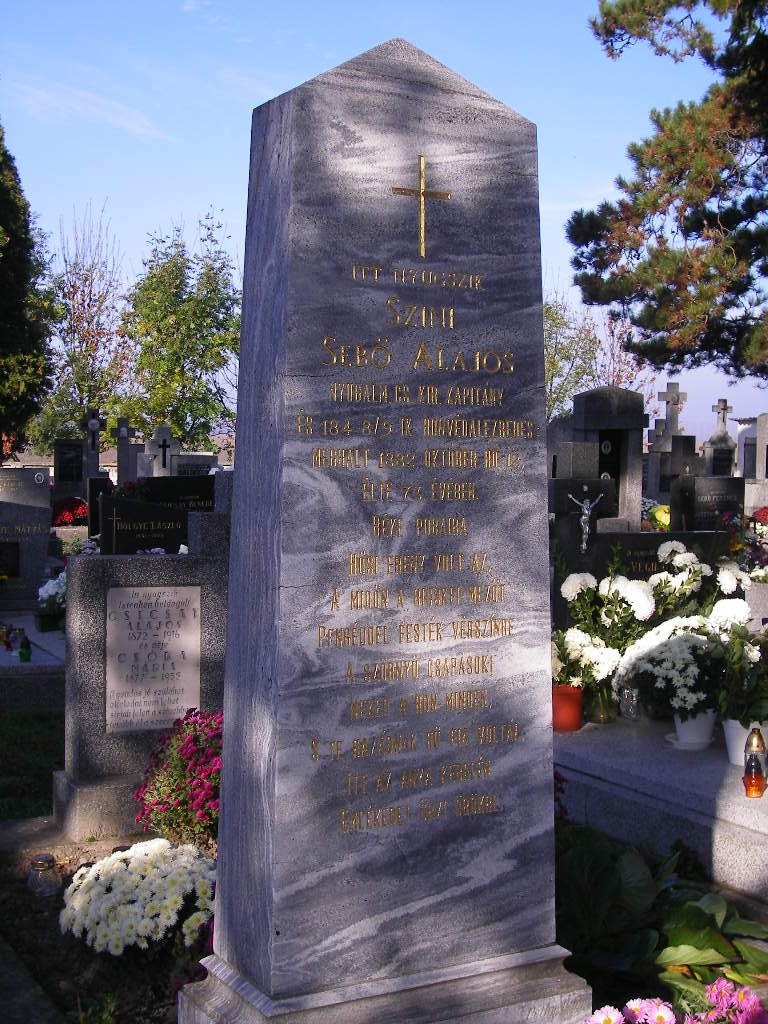
Síremléke Csiliznyáradon

1830-ban tizedes, 1834-ben szakaszvezető, 1836-ban őrmester, 1838-ban hadnagy, 1844-ben főhadnagy lett, ezzel a rendfokozattal érte meg a forradalmat.
1848 áprilisának végén szolgálattételre vezényelték az Országos Nemzetőri Haditanácshoz, ez a haditanács szervezte a Nemzetőrséget Budapesten. 1848 májusában a Honvédelmi Minisztériumba helyezték. 1848. június 19-én századossá léptették elő, ez még császári és királyi rendfokozatnak számított. Ezt követően Mészáros Lázár hadügyminiszter szárnysegédje lett.
1848 októberében a harctérre kérte magát, október 20-án őrnaggyá léptették elő, és az alakuló 13. Hunyadi huszárezred osztályparancsnokává nevezték ki (ez két századot jelentett). Ezzel egyidejűleg alakulatával együtt beosztották a fel-dunai hadtest állományába, ezzel a hadtesttel harcolta végig a téli hadjáratot.
1849. március 29-én alezredessé léptették elő, ekkor az 1. huszárezrednél szolgált, a Klapka-féle I. hadtestben. Ezután került sor a tápióbicskei csatában 1849. április 4-én a nevezetes párbajra Riedesel császári őrnaggyal. A párbajban Sebő Alajos is súlyosan megsebesült. Április 30-án kitüntették a katonai érdemjel III. osztályával.
1849 május közepétől a szabadságharc végéig az 1. huszárezred megbízott parancsnoka volt, továbbra is az I. hadtest állományában, amelynek ekkor már Nagysándor József volt a parancsnoka. Részt vett a Komárom körüli harcokban, a visszavonulásban, majd augusztus 2-án a debreceni csatában. Világosnál tette le a fegyvert.
Első fokon halálra ítélték Aradon, majd 1849 decemberében az ítéletet 16 évi várfogságra változtatták.
1853-ban amnesztiával szabadult a munkácsi várbörtönből.
1867-68-tól a győri 48-as honvédegylet tagja volt, Bősön gazdálkodott 40 hold földön, ugyanitt élete végéig uradalmi gazdatisztként alkalmazták.

## Halála
Győrben halt meg 1882-ben májrákban, Csiliznyáradon temették el a családi sírboltban. Sírja most magyar zarándokhely. Emlékművét 1999-ben állították fel Tápióbicskén. Felesége Sághy Antónia volt, akivel 27 és fél évig élt házasságban.

## Emlékezete és rokonsága
Jókai Mór magyar író Színi Sebő Alajosról formálta Baradlay Richárd alakját A kőszívű ember fiai című regényében.
Szini Sebő Alajos rokoni ágát mai napig Nyárad és Szap községben élő Sebő és Csicsay rokonok viszik tovább. (Csiliznyárad, Szap, Szlovákia)
Győr vármegyében 1842-ben (az utolsó nemesi összeíráskor) Nyáradon 18 Szini előnevű Sebő családbeli élt, Gyömörén 3 férfi, Asszonyfán 1, Rárón szintén 1 férfi élt.
Színi Sebő Alajos rokoni ágát a révkomáromi Sebő család, és a szintén nemesi Csicsay család viszi tovább, kiknek egyenes ági rokona nemes Színi Sebő Gizella ugyancsak a helyi temetőben nyugszik.